# Seville (Ohio)
Pour les articles homonymes, voir Seville.
Le village de Seville est situé dans le comté de Medina, dans l’État d’Ohio, aux États-Unis. Sa population s’élevait à 2 296 habitants lors du recensement de 2010, estimée à 2 400 habitants en 2017.
Le village a été nommé en hommage à la ville espagnole de Séville.

## Démographie
| Groupe            | Seville | Ohio | États-Unis |
| ----------------- | ------- | ---- | ---------- |
| Blancs            | 96,9    | 82,7 | 72,4       |
| Métis             | 1,3     | 2,1  | 2,9        |
| Afro-Américains   | 0,7     | 12,2 | 12,6       |
| Asiatiques        | 0,5     | 1,7  | 4,8        |
| Autres            | 0,4     | 1,2  | 6,4        |
| Amérindiens       | 0,2     | 0,2  | 0,9        |
| Total             | 100     | 100  | 100        |
|                   |         |      |            |
| Latino-Américains | 1,5     | 3,1  | 16,7       |

Selon l'American Community Survey, pour la période 2011-2015, 98,51 % de la population âgée de plus de 5 ans déclare parler anglais à la maison et 1,43 % une autre langue.

## Source
- (en) Cet article est partiellement ou en totalité issu de l’article de Wikipédia en anglais intitulé « Seville, Ohio » (voir la liste des auteurs).

1. ↑  (en) « Seville, OH Population - Census 2010 and 2000 », sur censusviewer.com.
2. ↑  (en) « Population of Ohio - Census 2010 and 2000 », sur censusviewer.com.
3. ↑  (en) « Language spoken at home by ability to speak English for the population 5 years and over », sur factfinder.census.gov.